# Handsome Devil
Handsome Devil ist ein Filmdrama von John Butler, das am 11. September 2016 im Rahmen des Toronto International Film Festivals seine Premiere feierte und am 21. April 2017 in die irischen Kinos kam.

## Handlung
Conor ist neu auf dem Internat und ist gezwungen, sich ein Zimmer mit Ned Roche zu teilen. In dem Zimmer hat Ned Fotos von Dita Von Teese aufgehängt, und als Conor seinem Zimmer zugewiesen wird, errichtet er erstmal eine Wand, die durch die Mitte des Raums verläuft. Doch bald schon entwickelt sich zwischen dem 16-jährigen Einzelgänger mit den auffälligen roten Haaren und dem Vorzeigeathleten Conor, der von seinen Rugby-begeisterten Mitschülern bewundert und von seinem Rugby-Coach Pascal O’Keeffe gefördert wird, eine unerwartete Freundschaft. Ned hingegen hatte seinen verwitweten Vater und seine kühle Stiefmutter nicht davon überzeugen können, dass ein Internat, an dem Rugby wie eine Religion zelebriert wird, das Falsche für ihn ist. Der sich dort fehl am Platz fühlende Ned wird von vielen wegen seiner Sexualität, die seine Mitschüler aus seiner nicht vorhandenen Liebe zum Rugby schließen, verspottet, allen voran von Weasel.
Was Ned und Conor verbindet, ist die Musik, und gemeinsam beginnen sie, Gitarre zu spielen. Als ihr Englischlehrer Dan Sherry, der ihr musikalisches Interesse unterstützt, sie ermutigt, an einem regionalen Talentwettbewerb an einer benachbarten Mädchenschule teilzunehmen, muss sich Conor entscheiden, ob er weiterhin sein hypermännliches Image als Sportler pflegt oder zu seiner neuen Liebe zur Musik steht. Ned andererseits hadert mit sich, ob er das frisch erarbeitete Vertrauen zu seinem neuen Freund verraten und der Schulverwaltung von einem Geheimnis berichten will, um seine eigene Haut zu retten.

## Produktion

### Stab und Besetzung
Regie führte John Butler, der auch das Drehbuch zum Film schrieb. Rebecca O’Flanagan und Rob Walpole produzierten den Film für Treasure Entertainment und wurden hierbei finanziell vom Irish Film Board unterstützt.
Die Hauptrollen von Ned Roche und Conor wurden mit den Schauspielern Fionn O’Shea und Nicholas Galitzine besetzt. Andrew Scott spielt den Englischlehrer Dan Sherry, Michael McElhatton den Leiter der Schule Walter Curly. Moe Dunford übernahm die Rolle des Rugby-Coachs Pascal O’Keeffe. Norma Sheahan und Stephen Hogan spielen Conors Eltern, Ardal O’Hanlon Neds verwitweten Vater Dan Roche und Amy Huberman Neds Stiefmutter Nathalie.

### Dreharbeiten und Filmmusik

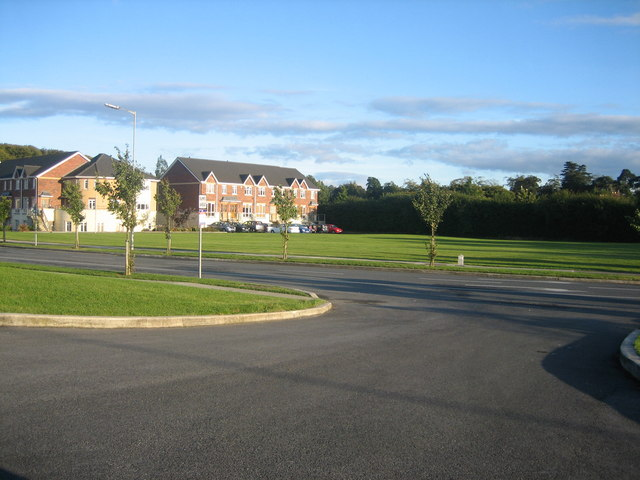
Der Film wurde am Castleknock College in einem Vorort von Dublin gedreht

Der Film wurde am Castleknock College der kleinen irischen Stadt Castleknock, einem Vorort von Dublin, gedreht. Als Kameramann fungierte Cathal Watters, die den Film in lebendigen Farben im Breitbildformat drehte, für die Ausstattung zeichnete Ferdia Murphy verantwortlich, und die Kostüme stammen von Kathy Strachan, mit denen Butler bereits für den Kurzfilm The Stag zusammenarbeitete. Die Nachbearbeitungen und der Filmschnitt von John O’Connor, der mit Split-Screens und Überblendungen zwischen den Szenen arbeitete, erfolgten bei Windmill Lane Pictures. Die Produktionskosten beliefen sich auf rund 1 Million Euro.
Die Musik ist im Film von zentraler Bedeutung, besonders für Ned. Auch Referenzen an die Musik der 1980er Jahre findet sich darin. So sind im Film neben elektronischer Musik und Songs von alternativen Bands auch Lieder der Housemartins und von Big Star, The Undertones und Prefab Sprout zu hören, die junge Zuschauer neugierig machen könnten, diese älteren Songs, die in den Film eingeschoben wurden, bei Spotify zu suchen, so David Rooney von The Hollywood Reporter.

### Veröffentlichung
Der Film feierte am 11. September 2016 im Rahmen des Toronto International Film Festivals seine Premiere, wo er in der Sektion Next Wave gezeigt wurde, und kam am 21. April 2017 in die irischen Kinos. Am 15. Februar 2017 eröffnete Handsome Devil das Glasgow Film Festival. Beim Dublin International Film Festival wurde der Film am 26. Februar 2017 gezeigt. Beim Seattle International Film Festival wurde Handsome Devil im Mai 2017 in den Sektionen Contemporary World Cinema und Futurewave gezeigt. Ein Kinostart in den USA erfolgte am 2. Juni 2017. In Deutschland hat Edition Salzgeber den Vertrieb übernommen, ein genauer Starttermin ist bislang noch nicht bekannt. Allerdings wurde der Film ab 23. Juni 2017 beim Filmfest München erstmals einem deutschen Publikum vorgestellt. Seit dem 20. Juli 2017 ist der Film bei Netflix Deutschland verfügbar. Im November 2017 wird der Film beim Queer-Film-Festival Osnabrück und beim Queersicht-LGBTI-Filmfestival Bern vorgestellt.

## Rezeption

### Kritiken
Der Film konnte bislang 84 Prozent der Kritiker bei Rotten Tomatoes überzeugen.
David Rooney von The Hollywood Reporter sagt, viele der von John Butler im Film verwendeten Schlüsselelemente seien einem vertraut, so aus Rebel Bully Geek Pariah von Erin Jade Lange, der schwule „Jock“, der inspirierende Englischlehrer oder der homophobe Rugby-Trainer, aber die Süße, die Schärfe und die luftige Stimmung machten den Film einfach unwiderstehlich. Über Fionn O’Shea sagt Rooney, dieser beweise unerwartet viel Mut und bringe eine gesunde Intelligenz in seine Rolle ein, statt einfach ein weiterer rothaariger Schwächling zu sein, und Nicholas Galitzine stelle den zunehmenden Schmerz seiner Figur mit Zartheit und Anmut dar. Auch Andrew Scott sei ausgezeichnet, so Rooney, der den Englischlehrer Dan Sherry anfänglich ungeduldig spiele, bevor er wie die beiden Schüler an der traditionsbewussten Schule seine Maske fallen lasse und seine weichere und wärmere Seite zeige.
Michael O’Sullivan vom Film Ireland Magazine ist der Meinung, dem Film gelinge eine befriedigende Studie über Männlichkeit und stelle eine ermutigende Botschaft an Jugendliche dar, sich nicht von Stereotypen knebeln zu lassen, wenn es sich für sie unnatürlich anfühlt.

### Auszeichnungen (Auswahl)
Dublin Film Critics Circle Awards 2017
- Auszeichnung als Bester irischer Spielfilm (John Butler)[18]

Dublin International Film Festival 2017
- Auszeichnung mit dem Festival Award als Bester irischer Spielfilm (John Butler)[19]

Image+Nation Film Festival Montreal 2016
- Auszeichnung mit dem Publikumspreis[2]

The Irish Film & Television Academy Awards 2018
- Nominierung als Bester Film
- Nominierung für die Beste Regie (John Butler)
- Nominierung für das Beste Drehbuch (John Butler)
- Nominierung als Bester Hauptdarsteller (Fionn O’Shea)
- Nominierung als Bester Nebendarsteller (Andrew Scott)[20]